# Eleonora Kaminskaitė
Eleonora „Leonora“ Winzowna Kaminskaitė, nach Heirat Eleonora Winzowna Ruokienė, (* 29. Januar 1951 in Stakliškės, Litauische Sozialistische Sowjetrepublik; † 9. Februar 1986 in Kaunas) war eine sowjetische Ruderin.
Bei den Olympischen Spielen 1976 in Montreal war Frauenrudern erstmals Bestandteil des olympischen Programms. Im Doppelzweier hatten 1974 und 1975 Jelena Antonowa und Galina Jermolajewa den Weltmeistertitel gewonnen. In Montreal trat Antonowa im Einer und Jermolajewa im Doppelvierer an, im Doppelzweier starteten Eleonora Kaminskaitė und Genovaitė Ramoškienė für die Sowjetunion. Die beiden gewannen ihren Vorlauf vor Sabine Jahn und Petra Boesler aus der DDR und zogen direkt ins Finale ein, das DDR-Boot qualifizierte sich über den Hoffnungslauf. Im Finale erreichten die Bulgarinnen Swetla Ozetowa und Sdrawka Jordanowa das Ziel mit dreieinhalb Sekunden Vorsprung auf Jahn und Boesler, weitere zwei Sekunden dahinter ruderten Kaminskaitė und Ramoškienė zur Bronzemedaille.
1977 belegte Kaminskaitė bei den Weltmeisterschaften den vierten Platz im Einer. 1978 ruderte sie zusammen mit Ludmila Parfjonowa im Doppelzweier und gewann die Silbermedaille bei den Weltmeisterschaften hinter Ozetowa und Jordanowa.
Die 1,78 m große Eleonora Kaminskaitė startete für Žalgiris Kaunas.